# Mistrzostwa Europy w Boksie 2015
XLI Mistrzostwa Europy w Boksie (mężczyzn) odbyły się w dniach 7–15 sierpnia 2015 w Samokowie (Bułgaria). Przeprowadzone zostały w hali MSH Arena.

## Uczestnicy
W turnieju wzięło udział 220 pięściarzy z 41 krajów.

## Medaliści
| Kategoria                    | Złoty                            | Srebrny                         | Brązowy                                                        |
| waga papierowa (49 kg)       | Wasilij Jegorow · Rosja          | Harvey Horn · Wielka Brytania   | Tinko Banabakow · Bułgaria · Rufat Husejnow · Azerbejdżan      |
| waga musza (52 kg)           | Daniel Asenow · Bułgaria         | Muhammad Ali · Wielka Brytania  | Nándor Csóka · Węgry · Kelvin de la Nieve · Hiszpania          |
| waga kogucia (56 kg)         | Michael Conlan · Irlandia        | Qais Ashfaq · Wielka Brytania   | Aram Awagian · Armenia · Francesco Maietta · Włochy            |
| waga lekka (60 kg)           | Joseph Cordina · Wielka Brytania | Otar Eranosjan · Gruzja         | Elian Dymitrow · Bułgaria · Enrico La Cruz · Holandia          |
| waga lekkopółśrednia (64 kg) | Witalij Dunajcew · Rosja         | Pat McCormack · Wielka Brytania | Evaldas Petrauskas · Litwa · Dean Walsh · Irlandia             |
| waga półśrednia (69 kg)      | Eimantas Stanionis · Litwa       | Pawieł Kastramin · Białoruś     | Clarence Goyeram · Szwecja · Youba Ndiaye Sissokho · Hiszpania |
| waga średnia (75 kg)         | Piotr Chamukow · Rosja           | Tomasz Jabłoński · Polska       | Salvatore Cavallaro · Włochy · Zaal Kwacztadze · Gruzja        |
| waga półciężka (81 kg)       | Joseph Ward · Irlandia           | Peter Müllenberg · Holandia     | Joshua Buatsi · Wielka Brytania · Hrvoje Sep · Chorwacja       |
| waga ciężka (91 kg)          | Jewgienij Tiszczenko · Rosja     | Igor Jakubowski · Polska        | Nikolajs Grisunins · Łotwa · Terweł Pulew · Bułgaria           |
| waga superciężka (>91 kg)    | Filip Hrgović · Chorwacja        | Florian Schulz · Niemcy         | Petyr Bełberow · Bułgaria · Mihai Nistor · Rumunia             |

## Tabela medalowa
| Poz.    | Państwo         |    |    |    | Razem |
| ------- | --------------- | -- | -- | -- | ----- |
| 1       | Rosja           | 4  | 0  | 0  | 4     |
| 2       | Irlandia        | 2  | 0  | 1  | 3     |
| 3       | Wielka Brytania | 1  | 4  | 1  | 6     |
| 4       | Bułgaria        | 1  | 0  | 4  | 5     |
| 5       | Chorwacja       | 1  | 0  | 1  | 2     |
| 5       | Litwa           | 1  | 0  | 1  | 2     |
| 7       | Polska          | 0  | 2  | 0  | 2     |
| 8       | Gruzja          | 0  | 1  | 1  | 2     |
| 8       | Holandia        | 0  | 1  | 1  | 2     |
| 10      | Białoruś        | 0  | 1  | 0  | 1     |
| 10      | Niemcy          | 0  | 1  | 0  | 1     |
| 12      | Hiszpania       | 0  | 0  | 2  | 2     |
| 12      | Włochy          | 0  | 0  | 2  | 2     |
| 14      | Armenia         | 0  | 0  | 1  | 1     |
| 14      | Azerbejdżan     | 0  | 0  | 1  | 1     |
| 14      | Łotwa           | 0  | 0  | 1  | 1     |
| 14      | Rumunia         | 0  | 0  | 1  | 1     |
| 14      | Szwecja         | 0  | 0  | 1  | 1     |
| 14      | Węgry           | 0  | 0  | 1  | 1     |
| Łącznie | Łącznie         | 10 | 10 | 20 | 40    |

## Skład i wyniki reprezentantów Polski
- 49 kg –
  - Dawid Jagodziński – Harvey Horn  Wielka Brytania 0-3 (ćwierćfinał)
- 60 kg –
  - Dawid Michelus – Artjoms Ramlavs ( Łotwa) 2-1
  - Dawid Michelus – Joseph Cordina ( Wielka Brytania) 0-3
- 69 kg –
  - Daniel Adamiec – Kastriot Sopa ( Niemcy) 1-2
- 75 kg –
  - Tomasz Jabłoński – Dmytro Tretyak ( Finlandia) DQ 3
  - Tomasz Jabłoński – Leon Chartoy ( Szwecja) 2-1
  - Tomasz Jabłoński – Max van der Pas ( Holandia) 2-1
  - Tomasz Jabłoński – Salvatore Cavallaro ( Włochy) 2-1
  - Tomasz Jabłoński – Piotr Chamukow ( Rosja) 0-3 (finał)
- 81 kg –
  - Mateusz Tryc – Matúš Strnisko ( Słowacja) 2-1
  - Mateusz Tryc – Joshua Buatsi  Wielka Brytania) 0-3 (ćwierćfinał)
- 91 kg –
  - Igor Jakubowski – Christian Demaj ( Albania) 3-0
  - Igor Jakubowski – Roman Fress ( Niemcy) 3-0
  - Igor Jakubowski – Nikolajs Grisunins ( Łotwa) 3-0
  - Igor Jakubowski – Jewgienij Tiszczenko ( Rosja) WO (finał)
- +91 kg –
  - Paweł Wierzbicki – Guido Vianello ( Włochy) 0-3